# الرحلة رقم 63 لشركة توا للطيران الداخلي
الرحلة رقم 63 لشركة طيران توا دومستيك كانت رحلة داخلية مجدولة في اليابان، تحطمت في 3 يوليو 1971 أثناء اقترابها من مطار هاكوداته. أقلعت الطائرة، وهي من طراز نامك واي إس-11إيه ، من مطار اوكاياما في سابورو متجهة إلى هاكوداته، لكنها اصطدمت بجبل يوكوتسوداكي بعد انحرافها عن المسار بسبب رياح قوية. أسفر الحادث عن مقتل جميع من كانوا على متنها، وعددهم 68 شخصًا. يُعد هذا الحادث من أسوأ الكوارث الجوية في اليابان في سبعينيات القرن العشرين.تشكَّلت لجنة تحقيق حوادث الطائرات (AAIC) بعد وقت قصير من وقوع الحادث.